# Liste chronologique de run and gun
La liste chronologique des run and gun répertorie les run and gun. La date indiquée correspond à la première sortie du jeu, toutes régions et plates-formes confondues.
| Année | Titre                                    | Développeur                | Type                       | Plate-forme (originale — adaptations)                         |
| ----- | ---------------------------------------- | -------------------------- | -------------------------- | ------------------------------------------------------------- |
| 1980  | 0-9                                      | 0-9                        | 0-9                        | 0-9                                                           |
| 1980  | Berzerk                                  | Stern Electronics          | Vue de dessus              | Arcade — Atari 2600, 5200 et 8-bit, Vectrex                   |
| 1980  | Tank Battalion                           | Namco                      | Tank shooter               | Arcade — Arcadia 2001, MSX, Sord M5                           |
| 1981  | A                                        | A                          | A                          | A                                                             |
| 1981  | Super Tank                               | Video Games GMBH           | Tank shooter               | Arcade                                                        |
| 1982  | B                                        | B                          | B                          | B                                                             |
| 1982  | Frenzy                                   | Stern Electronics          | Vue de dessus              | Arcade — Colecovision, ZX Spectrum                            |
| 1982  | Front Line                               | Taito                      | Vue de dessus              | Arcade — Atari 2600, Colecovision, MSX, NES                   |
| 1982  | Moon Patrol                              | Irem                       | Vue de profil              | Arcade — cf. article                                          |
| 1982  | Robotron: 2084                           | Williams Electronics       | Vue de dessus              | Arcade — cf. article                                          |
| 1983  | C                                        | C                          | C                          | C                                                             |
| 1983  | Aztarac                                  | Centuri                    | Tank shooter               | Arcade                                                        |
| 1983  | Krull                                    | Gottlieb                   | Vue de dessus              | Arcade — Atari 2600                                           |
| 1983  | Mega Zone                                | Konami                     | Tank shooter               | Arcade                                                        |
| 1984  | D                                        | D                          | D                          | D                                                             |
| 1984  | Crater Raider                            | Bally Midway               | Tank shooter               | Arcade                                                        |
| 1984  | Formation Z                              | Jaleco                     | Vue de profil              | Arcade — MSX, NES                                             |
| 1984  | Grobda                                   | Namco                      | Tank shooter               | Arcade — PC-60, PC-80, PC-88, X1                              |
| 1985  | F                                        | F                          | F                          | F                                                             |
| 1985  | Commando                                 | Capcom                     | Vue de dessus              | Arcade — cf. article                                          |
| 1985  | Cop 01                                   | Nichibutsu                 | Vue de profil              | Arcade                                                        |
| 1985  | Galivan: Cosmo Police                    | Nichibutsu                 | Vue de profil              | Arcade — cf. article                                          |
| 1985  | Green Beret                              | Konami                     | Vue de profil              | Arcade — cf. article                                          |
| 1985  | Heavy Metal                              | Sega                       | Tank shooter               | Arcade                                                        |
| 1985  | Horizon                                  | Irem                       | Vue de profil              | Arcade                                                        |
| 1985  | Paradroid                                | Graftgold                  | Vue de dessus              | Commodore 64                                                  |
| 1985  | T.N.K. III                               | SNK                        | Tank shooter               | Arcade — cf. article                                          |
| 1985  | Vs. Battle City                          | Namco                      | Tank shooter               | Arcade                                                        |
| 1985  | Who Dares Wins                           | Alligata Software          | Vue de dessus              | Commodore 64, Amstrad CPC — cf. article                       |
| 1986  | G                                        | G                          | G                          | G                                                             |
| 1986  | Break Thru                               | Data East                  | Tank shooter               | Arcade — cf. article                                          |
| 1986  | Final Zone Wolf                          | Wolf Team                  | 3D isométrique             | PC-88, MSX                                                    |
| 1986  | Ikari Warriors                           | SNK                        | Vue de dessus              | Arcade — cf. article                                          |
| 1986  | Jackal                                   | Konami                     | Tank shooter               | Arcade — cf. article                                          |
| 1986  | Jail Break                               | Konami                     | Vue de profil              | Arcade — cf. article                                          |
| 1986  | Rolling Thunder                          | Namco                      | Vue de profil              | Arcade — cf. article                                          |
| 1986  | Shackled                                 | Data East                  | Vue de dessus              | Arcade                                                        |
| 1986  | Storming Party                           | Taito                      | Vue de dessus              | Arcade                                                        |
| 1986  | Valtric                                  | Jaleco                     | Tank shooter               | Arcade                                                        |
| 1986  | Victory Road                             | SNK                        | Vue de dessus              | Arcade — cf. article                                          |
| 1986  | Xain'd Sleena                            | Technos Japan              | Vue de profil              | Arcade — cf. article                                          |
| 1987  | H                                        | H                          | H                          | H                                                             |
| 1987  | Alien Syndrome                           | Sega                       | Vue de dessus              | Arcade — cf. article                                          |
| 1987  | Battlantis                               | Konami                     | Fixe                       | Arcade                                                        |
| 1987  | Blazer                                   | Namco                      | Tank shooter               | Arcade                                                        |
| 1987  | Bullet                                   | Sega                       | Vue de dessus              | Arcade                                                        |
| 1987  | Contra / Gryzor / Probotector            | Konami                     | Vue de profil              | Arcade — cf. article                                          |
| 1987  | Exolon                                   | Hewson Consultants         | Vue de profil              | Amstrad CPC, Commodore 64, ZX Spectrum — cf. article          |
| 1987  | Extermination                            | Taito                      | Vue de dessus              | Arcade                                                        |
| 1987  | Game Over                                | Dinamic Software           | Vue de profil              | Amstrad CPC, C64, ZX Spectrum                                 |
| 1987  | Garyo Retsuden                           | Data East                  | Vue de dessus              | Arcade                                                        |
| 1987  | Guerrilla War                            | SNK                        | Vue de dessus              | Arcade — cf. article                                          |
| 1987  | Heavy Barrel                             | Data East                  | Vue de dessus              | Arcade — Apple II, DOS, NES                                   |
| 1987  | Mutant Night                             | UPL                        | Vue de profil              | Arcade — cf. article                                          |
| 1987  | Phantis                                  | Dinamic Software           | Vue de profil              | C64, DOS, MSX, ZX Spectrum — cf. article                      |
| 1987  | Psycho-Nics Oscar                        | Data East                  | Vue de profil              | Arcade                                                        |
| 1987  | Psycho Soldier                           | SNK                        | Vue de profil              | Arcade — cf. article                                          |
| 1987  | Time Soldiers                            | Alpha Denshi               | Vue de dessus              | Arcade — cf. article                                          |
| 1987  | Trick Trap: 1771                         | Konami                     | Vue de dessus              | Arcade                                                        |
| 1988  | I                                        | I                          | I                          | I                                                             |
| 1988  | Blaster Master                           | Sunsoft                    | Vue de dessus et de profil | NES                                                           |
| 1988  | Bloody Wolf                              | Data East                  | Vue de dessus              | Arcade — PC Engine                                            |
| 1988  | Devastators                              | Konami                     | Fixe                       | Arcade                                                        |
| 1988  | Gain Ground                              | Sunsoft                    | Vue de dessus              | Arcade — cf. article                                          |
| 1988  | Gang Busters                             | Konami                     | Vue de dessus              | Arcade                                                        |
| 1988  | Super Contra / Super C / Probotector II  | Konami                     | Vue de profil              | Arcade — Amiga, DOS, NES                                      |
| 1988  | Atomic Runner                            | Data East                  | Vue de profil              | Arcade — X68000, Mega Drive                                   |
| 1988  | Cabal                                    | TAD                        | Fixe                       | Arcade — cf. article                                          |
| 1988  | NARC                                     | Williams Electronics Games | Vue de profil              | Arcade — cf. article                                          |
| 1989  | J                                        | J                          | J                          | J                                                             |
| 1989  | Act-Fancer: Cybernetick Hyper Weapon     | Data East                  | Vue de profil              | Arcade                                                        |
| 1989  | Aleste Gaiden                            | Compile                    | Vue de dessus              | MSX2                                                          |
| 1989  | AMC: Astro Marine Corps                  | Dinamic Software           | Vue de profil              | Amstrad CPC, MSX, ZX Spectrum — Amiga, Atari ST, Commodore 64 |
| 1989  | Bay Route                                | Sunsoft                    | Vue de profil              | Arcade                                                        |
| 1989  | Banzai                                   | Swedish Software           | Vue de dessus              | Amiga                                                         |
| 1989  | Cal.50: Caliber Fifty                    | Seta                       | Vue de dessus              | Arcade — Mega Drive                                           |
| 1989  | Crack Down                               | Sega                       | Vue de dessus              | Arcade — cf. article                                          |
| 1989  | Desperado 2                              | Topo Soft                  | Vue de profil              | Amstrad CPC — MSX, ZX Spectrum                                |
| 1989  | ESWAT: Cyber Police                      | Sega                       | Vue de profil              | Arcade — cf. article                                          |
| 1989  | Finest Hour                              | Namco                      | Vue de profil              | Arcade                                                        |
| 1989  | Ikari III: The Rescue                    | SNK                        | Vue de dessus              | Arcade — Commodore 64, NES                                    |
| 1989  | Midnight Resistance                      | Data East                  | Vue de profil              | Arcade — cf. article                                          |
| 1989  | SAR: Search And Rescue                   | SNK                        | Vue de dessus              | Arcade                                                        |
| 1989  | Undeadline                               | T&E Soft                   | Vue de dessus              | MSX — Mega Drive                                              |
| 1990  | K                                        | K                          | K                          | K                                                             |
| 1990  | Action in New York                       | Natsume                    | Vue de profil              | NES                                                           |
| 1990  | Aliens                                   | Konami                     | Vue de profil              | Arcade                                                        |
| 1990  | Aurail                                   | Sega                       | Tank shooter               | Arcade                                                        |
| 1990  | Demon's World                            | Toaplan                    | Vue de profil              | Arcade — PC Engine                                            |
| 1990  | Blood Bros.                              | TAD                        | Fixe                       | Arcade                                                        |
| 1990  | Cyber-Lip                                | SNK                        | Vue de profil              | Arcade — Neo-Geo CD                                           |
| 1990  | Elemental Master                         | Tecno Soft                 | Vue de dessus              | Mega Drive                                                    |
| 1990  | Final Zone                               | Wolf Team                  | 3D isométrique             | Mega Drive, X68000                                            |
| 1990  | Final Zone II                            | Wolf Team                  | 3D isométrique             | PC Engine                                                     |
| 1990  | Journey to Silius                        | Tokai Engineering          | Vue de profil              | NES                                                           |
| 1990  | Mercs                                    | Capcom                     | Vue de dessus              | Arcade — cf. article                                          |
| 1990  | Mystical                                 | Infogrames                 | Vue de dessus              | Amiga, Atari ST, DOS — cf. article                            |
| 1990  | Out Zone                                 | Toaplan                    | Vue de dessus              | Arcade                                                        |
| 1990  | NAM-1975                                 | SNK                        | Fixe                       | Arcade — Neo-Geo CD                                           |
| 1990  | Paradroid 90                             | Graftgold                  | Vue de dessus              | Amiga, Atari ST                                               |
| 1990  | Psycho Chaser                            | Naxat                      | Vue de dessus              | PC Engine                                                     |
| 1990  | Rolling Thunder 2                        | Namco                      | Vue de profil              | Arcade — Mega Drive                                           |
| 1990  | Smash TV                                 | Williams Electronics Games | Vue de dessus              | Arcade — cf. article                                          |
| 1990  | Toy Shop Boys                            | Victor Musical Industries  | Vue de dessus              | PC Engine                                                     |
| 1990  | Turrican                                 | Factor 5, Rainbow Arts     | Vue de profil              | Amiga, Atari ST, Commodore 64 — cf. article                   |
| 1990  | Veigues Tactical Gladiator               | Game Arts                  | Vue de profil              | PC Engine                                                     |
| 1991  | L                                        | L                          | L                          | L                                                             |
| 1991  | Alien Breed                              | Team17                     | Vue de dessus              | Amiga — Amiga CD32, DOS                                       |
| 1991  | Gun Force                                | Irem                       | Vue de profil              | Arcade — Super Nintendo                                       |
| 1991  | Probotector                              | Konami                     | Vue de profil              | Game Boy                                                      |
| 1991  | Sunset Riders                            | Konami                     | Vue de profil              | Arcade — Mega Drive, Super Nintendo                           |
| 1991  | Tank Force                               | Namco                      | Tank shooter               | Arcade                                                        |
| 1991  | Thunder Zone                             | Data East                  | Vue de dessus              | Arcade                                                        |
| 1991  | Trax                                     | Hal Laboratory             | Tank shooter               | Game Boy                                                      |
| 1991  | Turrican II: The Final Fight             | Factor 5, Rainbow Arts     | Vue de profil              | Amiga, Atari ST, Commodore 64 — cf. article                   |
| 1991  | Under Pressure                           | Eldritch The Cat           | Vue de profil              | Amiga, Atari ST                                               |
| 1991  | Warp Zone                                | Core Design                | Vue de dessus              | Amiga, Atari ST                                               |
| 1992  | M                                        | M                          | M                          | M                                                             |
| 1992  | Alien Breed Special Edition 92           | Team17                     | Vue de dessus              | Amiga                                                         |
| 1992  | Bucky O'Hare                             | Konami                     | Vue de profil              | Arcade                                                        |
| 1992  | Cybernator                               | NCS Corp                   | Vue de profil              | Super Nintendo                                                |
| 1992  | Contra III: The Alien Wars               | Konami                     | Vue de profil              | Super Nintendo — Arcade, Game Boy, GBA                        |
| 1992  | Dead Connection                          | Taito                      | Vue de dessus              | Arcade                                                        |
| 1992  | Desert Breaker                           | Sega                       | Vue de dessus              | Arcade                                                        |
| 1992  | FixEight                                 | Toaplan                    | Vue de dessus              | Arcade                                                        |
| 1992  | G.I. Joe: A Real American Hero           | Konami                     | Fixe                       | Arcade                                                        |
| 1992  | Gun Ball                                 | Data East                  | Vue de dessus              | Arcade                                                        |
| 1992  | Jim Power: In Mutant Planet              | Digital Concept            | Vue de profil              | Amiga, Atari ST — cf. article                                 |
| 1992  | Ninja Commando                           | Alpha Denshi               | Vue de dessus              | Arcade — Neo-Geo CD                                           |
| 1992  | Predator 2                               | Perfect Entertainment      | 3D isométrique             | Mega Drive, Master System, Game Gear                          |
| 1992  | Riot                                     | NMK                        | Vue de profil              | Arcade                                                        |
| 1992  | Super Star Wars                          | Sculptured Software        | Vue de profil              | Super Nintendo                                                |
| 1992  | Total Carnage                            | Midway Games               | Vue de dessus              | Arcade — cf. article                                          |
| 1992  | Twinkle Tale                             | Wonder Amusement Studio    | Vue de dessus              | Mega Drive                                                    |
| 1992  | Wild West Cowboys of Moo Mesa            | Konami                     | Vue de profil              | Arcade                                                        |
| 1993  | N                                        | N                          | N                          | N                                                             |
| 1993  | Alien Breed II: The Horror Continues     | Team17                     | Vue de dessus              | Amiga — Amiga CD32                                            |
| 1993  | Blaster Master 2                         | Software Creations         | Vue de profil              | Mega Drive                                                    |
| 1993  | Chaos Engine, The                        | Bitmap Brothers            | Vue de dessus              | Amiga, Atari ST — cf. article                                 |
| 1993  | Devastator                               | Wolf Team                  | Vue de profil              | Mega Drive                                                    |
| 1993  | Dinausaurs for Hire                      | Sega                       | Vue de profil              | Mega Drive                                                    |
| 1993  | Gunstar Heroes                           | Treasure                   | Vue de profil              | Mega Drive — Master System, Game Gear                         |
| 1993  | Operation Logic Bomb                     | Jaleco                     | Vue de dessus              | Super Nintendo                                                |
| 1993  | Ranger X                                 | Gau Entertainment          | Vue de profil              | Mega Drive                                                    |
| 1993  | RoboCop versus The Terminator            | Interplay, Virgin Games    | Vue de profil              | Mega Drive, Super Nintendo — cf. article                      |
| 1993  | Rolling Thunder 3                        | Namco                      | Vue de profil              | Mega Drive                                                    |
| 1993  | Super Star Wars: The Empire Strikes Back | Sculptured Software        | Vue de profil              | Super Nintendo                                                |
| 1993  | Super Turrican                           | Factor 5                   | Vue de profil              | Super Nintendo                                                |
| 1993  | Turrican 3                               | Factor 5                   | Vue de profil              | Amiga — Mega Drive                                            |
| 1994  | O                                        | O                          | O                          | O                                                             |
| 1994  | Alien Breed: Tower Assault               | Team17                     | Vue de dessus              | Amiga, Amiga CD32, DOS                                        |
| 1994  | Probotector                              | Konami                     | Vue de profil              | Mega Drive                                                    |
| 1994  | Gun Force II                             | Irem                       | Vue de profil              | Arcade                                                        |
| 1994  | Super Star Wars: Return of the Jedi      | Sculptured Software        | Vue de profil              | Super Nintendo                                                |
| 1994  | Zunzunkyō no Yabō                        | Sega                       | Vue de dessus              | Arcade                                                        |
| 1995  | P                                        | P                          | P                          | P                                                             |
| 1995  | Abuse                                    | Crack dot Com              | Vue de profil              | DOS, Linux — Amiga, Mac OS                                    |
| 1995  | Alien Soldier                            | Treasure                   | Vue de profil              | Mega Drive                                                    |
| 1995  | Loaded                                   | Gremlin Interactive        | Vue de dessus              | PlayStation, Saturn                                           |
| 1995  | Rendering Ranger: R2                     | Rainbow Arts               | Vue de profil              | Super Famicom                                                 |
| 1995  | Skeleton Krew                            | Core Design                | 3D isométrique             | Amiga 1200, Amiga CD32, Mega Drive                            |
| 1995  | Super Turrican 2                         | Factor 5                   | Vue de profil              | Super Nintendo                                                |
| 1995  | Vectorman                                | BlueSky Software           | Vue de profil              | Mega Drive                                                    |
| 1995  | Virocop                                  | Graftgold                  | Vue de dessus              | Amiga                                                         |
| 1996  | Q                                        | Q                          | Q                          | Q                                                             |
| 1996  | Chaos Engine 2, The                      | Bitmap Brothers            | Vue de dessus              | Amiga                                                         |
| 1996  | Contra: Legacy of War                    | Appaloosa                  | Vue de dessus              | PlayStation, Saturn                                           |
| 1996  | Reloaded                                 | Gremlin Interactive        | Vue de dessus              | PlayStation, DOS                                              |
| 1996  | Metal Slug                               | Nazca                      | Vue de profil              | Arcade, Neo-Geo CD — PlayStation, Saturn                      |
| 1996  | Realm                                    | Flair Software             | Vue de profil              | Super Nintendo                                                |
| 1996  | Vectorman 2                              | BlueSky Software           | Vue de profil              | Mega Drive                                                    |
| 1996  | Watchtower                               | CyberArts                  | Vue de dessus              | Amiga 1200                                                    |
| 1997  | R                                        | R                          | R                          | R                                                             |
| 1998  | S                                        | S                          | S                          | S                                                             |
| 1998  | C: The Contra Adventure                  | Appaloosa                  | Vue de dessus et de profil | PlayStation                                                   |
| 1998  | Metal Slug 2                             | SNK                        | Vue de profil              | Arcade, Neo-Geo CD                                            |
| 1999  | T                                        | T                          | T                          | T                                                             |
| 1999  | Charge'n Blast                           | Sims                       | Vue de dessus              | Arcade — Dreamcast                                            |
| 1999  | Metal Slug: 1st Mission                  | Ukiyotei Company           | Vue de profil              | Neo-Geo Pocket Color                                          |
| 1999  | Metal Slug X                             | SNK                        | Vue de profil              | Arcade, Neo-Geo CD — PlayStation                              |
| 2000  | U                                        | U                          | U                          | U                                                             |
| 2000  | Cannon Spike                             | Psikyo                     | Vue de dessus              | Arcade — Dreamcast                                            |
| 2000  | Metal Slug: 2nd Mission                  | Ukiyotei Company           | Vue de profil              | Neo-Geo Pocket Color                                          |
| 2000  | Metal Slug 3                             | SNK                        | Vue de profil              | Arcade — PlayStation 2, Xbox                                  |
| 2001  | V                                        | V                          | V                          | V                                                             |
| 2001  | Pocky & Rocky with Becky                 | Altron                     | Vue de dessus              | Game Boy Advance                                              |
| 2002  | W                                        | W                          | W                          | W                                                             |
| 2002  | Contra: Shattered Soldier                | Konami                     | Vue de profil              | PlayStation 2                                                 |
| 2002  | Metal Slug 4                             | Playmore                   | Vue de profil              | Arcade — PlayStation 2, Xbox                                  |
| 2003  | W                                        | W                          | W                          | W                                                             |
| 2003  | Metal Slug 5                             | SNK Playmore               | Vue de profil              | Arcade — PlayStation 2, Windows, Xbox                         |
| 2003  | Metal Slug Advance                       | SNK Playmore               | Vue de profil              | Game Boy Advance                                              |
| 2004  | X                                        | X                          | X                          | X                                                             |
| 2004  | Alien Hominid                            | Behemoth                   | Vue de profil              | GameCube, PlayStation 2 — cf. article                         |
| 2004  | Neo Contra                               | Konami                     | Vue de dessus              | PlayStation 2                                                 |
| 2005  | Y                                        | Y                          | Y                          | Y                                                             |
| 2005  | Gunstar Future Heroes                    | Treasure                   | Vue de profil              | Game Boy Advance                                              |
| 2006  | Z                                        | Z                          | Z                          | Z                                                             |
| 2006  | Metal Slug 3D                            | SNK Playmore               | Vue de profil              | PlayStation 2                                                 |
| 2006  | Metal Slug 6                             | SNK Playmore               | Vue de profil              | Arcade — PlayStation 2                                        |
| 2006  | Cash Guns Chaos                          | Sony Online Entertainment  | Vue de dessus              | PlayStation 3 — PlayStation Portable                          |
| 2007  | ZZa                                      | ZZa                        | ZZa                        | ZZa                                                           |
| 2007  | Contra 4                                 | Konami                     | Vue de profil              | Nintendo DS                                                   |
| 2007  | Legend of Sayuki                         | Starfish (en)              | Vue de dessus              | Wii — PlayStation 2                                           |
| 2008  | ZZb                                      | ZZb                        | ZZb                        | ZZb                                                           |
| 2008  | Metal Slug 7                             | SNK Playmore               | Vue de profil              | Nintendo DS                                                   |
| 2008  | Wolf of the Battlefield: Commando 3      | Capcom                     | Vue de dessus              | PlayStation 3, Xbox 360                                       |
| 2011  | 0-9                                      | 0-9                        | 0-9                        | 0-9                                                           |
| 2011  | Hard Corps: Uprising                     | Arc System Works           | Vue de profil              | PlayStation Network, Xbox Live Arcade                         |
| 2017  | 0-9                                      | 0-9                        | 0-9                        | 0-9                                                           |
| 2015  | Guns, Gore & Cannoli                     | Rogueside                  | 2D Horizontal              | PC, Switch, PS4                                               |
| 2017  | Cuphead                                  |                            | Shoot them up#Run and gun  |                                                               |
| 2018  | Guns, Gore & Cannoli 2                   | Rogueside                  | 2D Horizontal              | PC, Switch, PS4                                               |
| 2019  | Blazing Chrome                           | JoyMasher                  | 2D Horizontal              | PC, Switch, PS4, One                                          |